# Пасарин, Луис
Луис Касас Пасарин (исп. Luis Casas Pasarín; 16 апреля 1902 года, Понтеведра, Испания — 17 августа 1986 года, Мадрид) — испанский футболист, защитник. Известен по выступлениям за «Валенсию» и сборную Испании. После завершения карьеры футболиста тренировал ряд известных испанских и португальских клубов.

## Клубная карьера
Во взрослом футболе Пасарин дебютировал в клубе «Фортуна» из Виго. Затем играл за «Сельту», причем был капитаном команды с момента основания клуба. Закончил карьеру в «Валенсии» в 1935 году.

## Карьера в сборной
В составе национальной сборной Пасарин дебютировал в 1924 году, всего в составе сборной провёл 6 матчей, забитыми голами не отмечался. Был в составе сборной на Олимпийских играх 1924 года.

## Тренерская карьера
Спустя несколько лет после окончания карьеры футболиста, после окончания Второй мировой войны Пасарин получил тренерскую лицензию и возглавил сборную Испании одновременно с этим он стал тренером в клубе, в котором провёл окончание своей игровой карьеры, в «Валенсии». Вместе с «Валенсией» он стал чемпионом Испании и завоевал Кубок Эвы Дуарте. Затем тренировал ряд известных испанских клубов, среди которых «Сельта», «Депортиво Малага» и «Реал Овьедо», а также один сезон возглавлял португальский «Порту», но особых успехов нигде не добивался. Последним клубом в котором работал Пасарин, стал в 1959 году клуб «Реал Овьедо».

## Достижения
- Чемпион Испании (1): 1946/47
- Обладатель Кубка Эвы Дуарте (1): 1949